# Mala Horbașa, Cerneahiv
Mala Horbașa (în ucraineană Мала Горбаша) este un sat în comuna Velîka Horbașa din raionul Cerneahiv, regiunea Jîtomîr, Ucraina.

## Demografie
Componența lingvistică a localității Mala Horbașa
     Ucraineană (98,25%)
     Rusă (1,75%)
Conform recensământului din 2001, majoritatea populației localității Mala Horbașa era vorbitoare de ucraineană (98,25%), existând în minoritate și vorbitori de rusă (1,75%).